# Eisenbahnunfall von Likeri
Bei dem Eisenbahnunfall von Likeri wurden am 28. November 2005 südlich von Kindu in der Demokratischen Republik Kongo durch eine Brücke Menschen von den Dächern eines Zuges gefegt. Etwa 60 Menschen starben.

## Ausgangslage
Die wenigen Züge, die in der Demokratischen Republik Kongo verkehren, sind oft überbesetzt, auch die Dächer werden von Reisenden – oft Schwarzfahrern – und Gütern eingenommen. 
Der Unfall ereignete sich auf der Bahnstrecke Kamina–Kindu, etwa 160 km südlich von Kindu, das entspricht etwa dem Bahnhof Likeri in der Provinz Maniema. Der Zug der Société Nationale des Chemins de fer du Congo befuhr auf seiner Fahrt von Lubumbashi nach Kindu eine Brücke, die über den Fluss Lufubu, einen Nebenfluss des Lualaba, führt. Dessen Strömung ist an dieser Stelle sehr stark.

## Unfallgeschehen
Der Unfall ereignete sich gegen 9 Uhr. Als der Zug die Stahl-Brücke passierte, fegte deren Oberkonstruktion zahlreiche dort lagernde Gepäckstücke und Reisende von den Dächern der Lokomotive und der Wagen in den Fluss, vermutlich weil das Gepäck höher als normal aufgeschichtet worden war. Dabei starben etwa 60 Menschen, eine unbekannte Anzahl wurde darüber hinaus verletzt.